# Блинов (Саратовская область)
Блинов — хутор в Новоузенском районе Саратовской области в составе городского поселения Муниципальное образование город Новоузенск.

## География
Находится на расстоянии примерно 23 километра по прямой на северо-восток от районного центра города Новоузенск.

## История
Официальная дата основания 1961 год.  

## Население
Постоянное население составило 4 человек (75% казахи) в 2002 году, 1 в 2010.